# Baloghianestes lissoubai
Baloghianestes lissoubai är en skalbaggsart som beskrevs av Renaud Maurice Adrien Paulian 1968. Baloghianestes lissoubai ingår i släktet Baloghianestes och familjen Hybosoridae. Inga underarter finns listade.